# Nicolas Appert
Nicolas Appert (17. listopadu 1749 Châlons-en-Champagne – 1. června 1841 Massy) byl francouzský vynálezce, který na přelomu 18. a 19. století vyvinul metodu konzervace potravin na základě kombinace jejich uskladnění v hermeticky uzavřené nádobě a tepelné sterilizace.
Je po něm pojmenována Cena Nicholase Apperta (Nicholas Appert Award), kterou od roku 1942 uděluje chicagské oddělení Institutu potravinářských technologií (Institute of Food Technologists) za dlouhodobý přínos bádání v oblasti potravinářských technologií.